# 小池国三

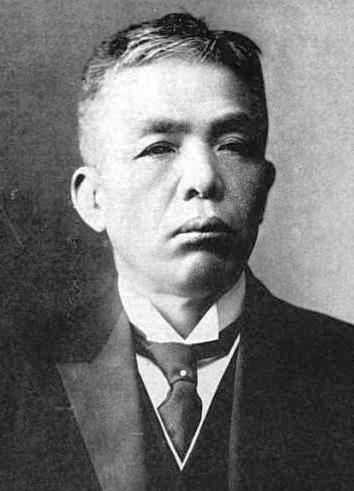
小池国三

小池 国三（こいけ くにぞう、1866年5月24日（慶応2年4月10日）- 1925年（大正14年）3月1日）は、日本の実業家、投資家である。旧姓、浅川。幼名は国五郎。

## 経歴・人物
甲斐の甲府生まれ。小学校卒業後の1878年（明治11年）に12歳で若尾逸平の門に入り、株式取引を師事する。1890年（明治23年）に若尾が貴族院議員に就任したと同時に秘書を務めた。1895年（明治28年）には、若尾と共に生まれ故郷の甲府で綿や絹の商人として活動した。
1896年（明治29年）、小池銀行創立（組織としては株式会社だが、株式のほとんど全てを小池一族が所有しており、実質的には小池の個人銀行。国三没後の1930年に小池証券に改組し、1943年に山一證券と合併）。1897年（明治31年）には東京の兜町に自身の商店「小池国三商店」を設立し、仲買人として証券の取引等を経営した（1907年（明治40年）に合資会社「小池合資会社」へ改組）。
後に渡米し、渋沢栄一率いる「渡米実業団」に参加し、ニューヨークのウォール街を視察した。帰国後の1915年（大正4年）には、日本科学紙料を設立し、投資以外の役職に携わり、樺太（現在のサハリン）の落合（現在のドリンスク）にて工場を建設し、製紙の発展に貢献した。1917年（大正6年）同社を解散し、かねて買収していた銀行の頭取に就く。
解散した証券会社の業務は、新たに設立した元番頭の杉野喜精を社長とする山一合資会社（後の山一證券、1997年（平成9年）廃業）へ引き継いだ。初めは東京のみ事務所を設置したが、1919年（大正8年）に横浜に事務所を設置したのを皮切りに、大阪や名古屋等の主要都市に事務所を設置し、日本における証券の改革に貢献した。後に東京ガスや富士製紙、九州炭鉱等の社長も務め、甲州財閥の重役となった。大正14年3月1日没。墓所は文京区の吉祥寺。

## 家族
- 妻てるの弟に、樺太農産興業社長・日本人絹パルプ専務などを務めた塚越卯太郎、越中島木材倉庫社長・東洋レーヨン常務・帝国製麻会長などを務めた塚越丘二郎がいる。丘二郎の岳父に三十銀行頭取・古川源太郎。
- 小池厚之助 - 次男、山一證券社長。